# Gabriel Obertan
Gabriel Obertan, né le 26 février 1989 à Pantin (Seine-Saint-Denis), est un footballeur français qui joue principalement comme ailier, mais qui peut aussi jouer milieu offensif ou en attaque. Il évolue à l'Independence de Charlotte en USL League One.
Passé par les équipes jeunes du Paris SG et l'INF Clairefontaine, Obertan entame sa carrière professionnelle chez les Girondins de Bordeaux. Il rejoint ensuite Manchester United de juillet 2009 à juillet 2011 avant de rejoindre Newcastle United de août 2011 à mai 2016. Il rejoint ensuite le club de l'Anji Makhatchkala.
Obertan passe par toutes les sélections de jeunes (U16, U17, U18, U19 et espoirs) mais n'a jamais été appelé en équipe de France A.

## Biographie

### Formation parisienne (1997-2005)
Après avoir commencé le football au CMS Pantin de 1997 à 2001, Gabriel Obertan défend les couleurs du Paris FC pendant une saison avant de taper dans l’œil des recruteurs du Paris Saint-Germain, qu'il intègre de 2002 à 2004 en parallèle de sa préformation à l’INF Clairefontaine. Comme tous ses partenaires de l’INF, lors de sa troisième année de formation il défend les couleurs de l’institut. À la surprise des dirigeants parisiens, à l’été 2005, Obertan opte pour les Girondins de Bordeaux, ses parents ayant été séduits par le projet scolaire en parallèle du football,.

### Espoir des Girondins de Bordeaux (2005-2009)

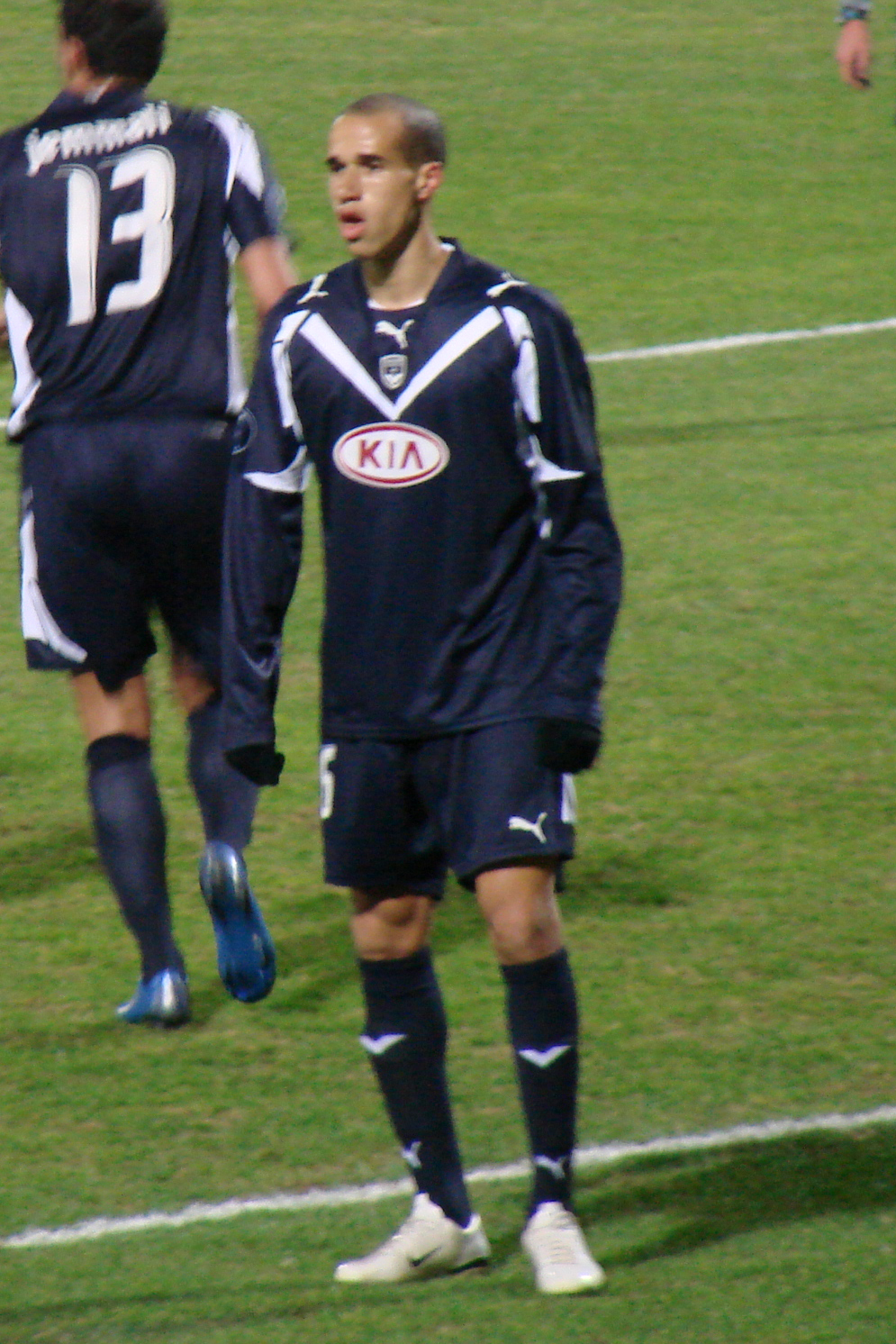
Obertan sous les couleurs de Bordeaux en 2007.

Préformé à l'INF Clairefontaine, il rejoint les Girondins de Bordeaux pour la saison 2005-2006.
Gabriel Obertan signe son premier contrat professionnel après une saison avec les 18 ans Nationaux, bouclée par une finale de Coupe Gambardella perdue 3-0 au Stade de France contre le Stade rennais.
Il est lancé par Ricardo durant la saison 2006-2007 et joue son premier match en Ligue 1 à Valenciennes (défaite 2-0), le 30 septembre 2006. Obertan inscrit son premier but en L1 le 22 avril 2007 à Saint-Étienne pour une victoire 2-0.
Son début de carrière est prometteur. Il est parfois annoncé partant vers les plus grands clubs européens comme le Real Madrid. À l'issue de cette saison, le jeune milieu obtient en marge de son parcours sportif un baccalauréat littéraire (mention assez bien) en 2007.
Malgré un changement d'entraîneur avec l'arrivée de Laurent Blanc, Gabriel Obertan continue d'apparaître sur les pelouses de Ligue 1 lors de la saison 2007-2008. Blanc lui confère même un temps de jeu non négligeable en coupe UEFA. Toutefois, le joueur n'a pas l'air de mûrir, et ses prestations ne semblent pas traduire une quelconque amélioration de ses qualités footballistiques.
Ainsi, la saison suivante (2008-2009), ses apparitions se font de plus en plus rares, et il est finalement prêté au FC Lorient lors du mercato hivernal.

### Prêt infructueux au FC Lorient (2009)
Le jeune Gabriel est alors perçu comme un renfort offensif de poids pour les Merlus, et l'on pense qu'un temps de jeu conséquent, qui plus est sous la houlette d'un entraineur reconnu comme Christian Gourcuff, pourrait déclencher son éclosion tant attendue. Malheureusement, les performances d'Obertan ne sont pas à la hauteur des espoirs suscités chez les Bretons. Le joueur reste fidèle à ses travers, et est régulièrement relégué à un simple rôle de remplaçant.

### Remplaçant à Manchester United (2009-2011)

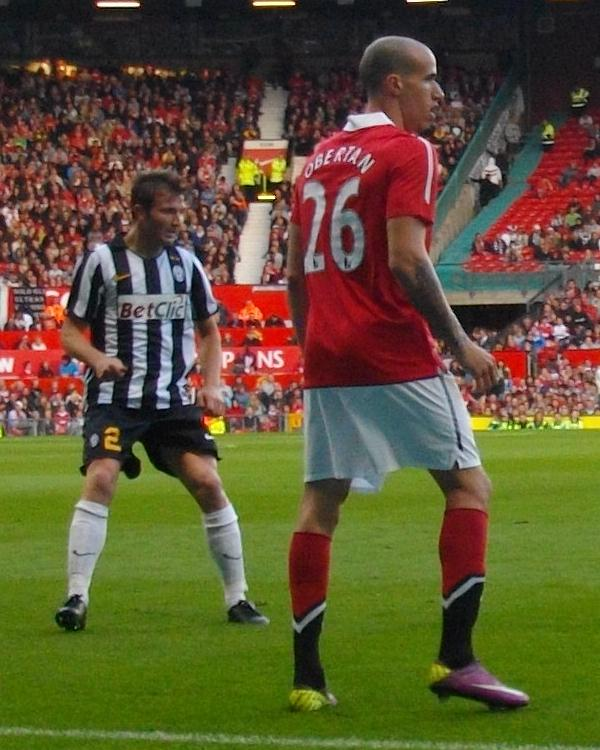
Obertan sous les couleurs de Manchester United en 2011.

À la surprise quasi-générale, dont celle de ses précédents entraîneurs,, Gabriel Obertan signe un contrat de quatre ans avec Manchester United le 8 juillet 2009 afin de devenir la doublure de l'Équatorien Antonio Valencia et pour 3,5 millions d'euros.
Il dispute son premier match avec les Red Devils de Manchester United FC face aux Blackburn Rovers le 31 octobre 2009 à l'occasion de la onzième journée de Premier League que son équipe remporte 2 buts à 0. En Ligue des champions, Obertan est titularisé pour la première fois contre Beşiktaş et, malgré une défaite 1 à 0, Obertan passe comme le meilleur joueur des Red Devils grâce à une bonne prestation. Lors de la dernière journée de Ligue des champions contre le VfL Wolfsburg, Obertan entre à vingt minutes de la fin du match. Le score est alors de 1-1 et Obertan délivre deux passes décisives dont une où il met la défense adverse à mal pour ensuite faire une passe du plat du pied à son coéquipier Michael Owen qui réalise un triplé. Obertan se blesse alors pour cinq mois. Pour sa première année, il joue treize matchs pour aucun but.
La seconde saison connaît un meilleur départ puisqu'il est titulaire contre Bursaspor en phase de poules de Ligue des champions et marque même à la 73e minute. Il enchaîne deux titularisations en championnat mais il faut attendre février 2011 pour revoir le garçon étrenner son numéro 26 du côté des starters. Lors d'un match de Coupe contre la modeste équipe de Crawley, Obertan et ses coéquipiers déçoivent l'entraîneur en l'emportant par la plus petite marge (1-0) face à une équipe qui évolue en cinquième division anglaise. Obertan n'a pas d'autre chance, il quitte MUFC en fin de saison, direction Newcastle United.

### Rebond à Newcastle United (2011-2016)

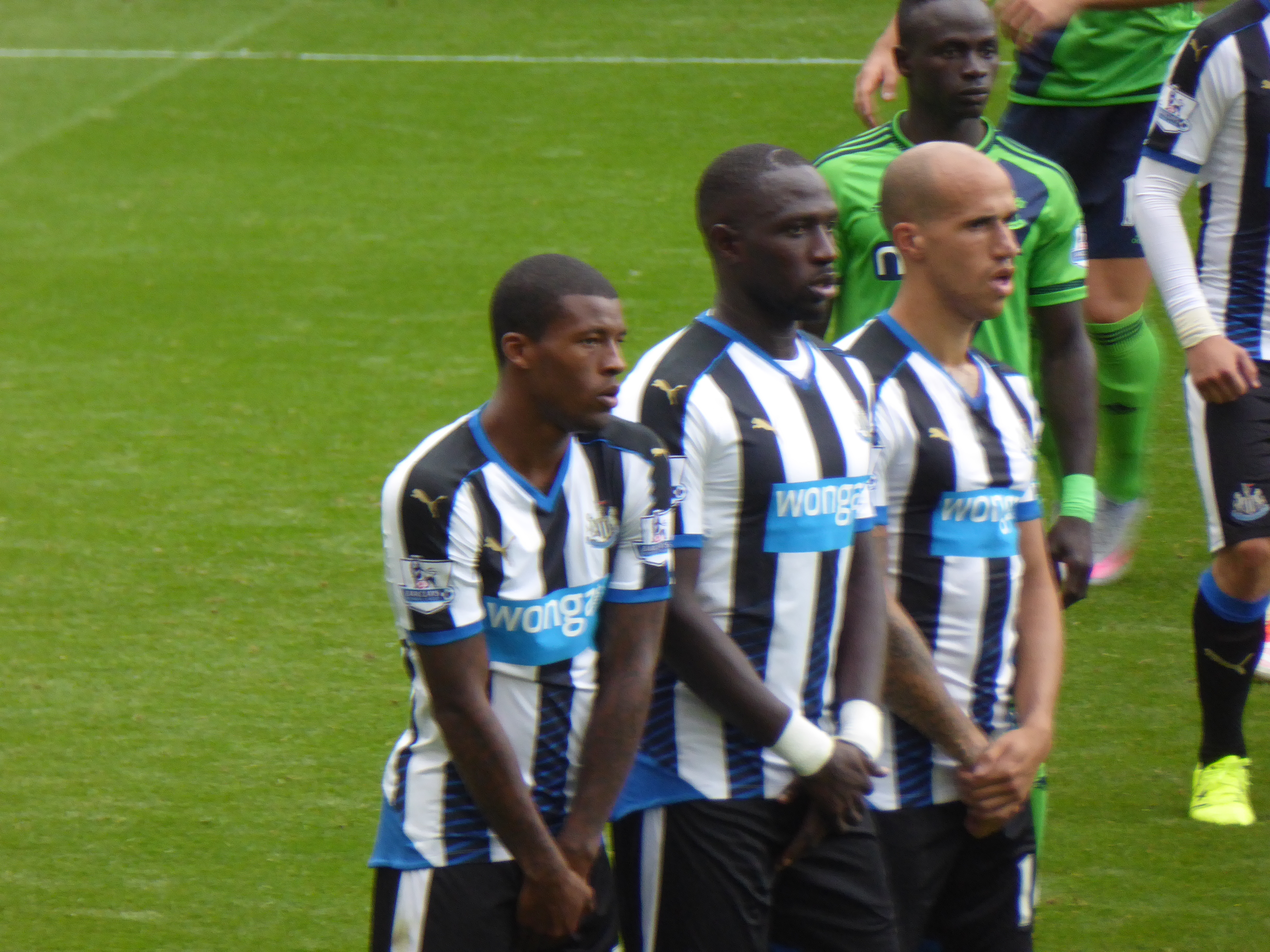
Obertan (à droite) avec Newcastle en août 2015.

N'ayant toujours pas réussi à faire son trou à Manchester United après deux saisons, Gabriel Obertan s'engage le 8 août 2011 avec Newcastle United contre un chèque d'environ 4 millions d'euros. Il est la quatrième recrue française du club après Yohan Cabaye et Sylvain Marveaux. Il retrouve aussi Hatem Ben Arfa, le Franco-Sénégalais Demba Ba ainsi que le Franco-Algérien Mehdi Abeid. 
Titulaire lors de la première partie de saison, Obertan finit par essuyer de violentes critiques de la part des supporters.
Chez les Magpies, Obertan commence pourtant à se faire apprécier par son entraîneur Alan Pardew. En novembre 2012, à la sortie de plusieurs prestations intéressantes en Ligue Europa contre les Girondins de Bordeaux et le FC Bruges, le coach se félicite publiquement de son joueur : « Il a été énorme. On lui doit beaucoup dans cette compétition. » Mais régulièrement, son corps lui joue des tours. Comme à l'automne 2014 où sa cuisse lâche sur un débordement. Bilan : trois à quatre mois hors des terrains où il commence à être titulaire.
Le 5 mai 2016, alors que son dernier match avec l'équipe première remonte au 26 septembre 2015, il est libéré de son contrat avec son coéquipier Sylvain Marveaux par Newcastle United. Alors liés aux Magpies jusqu'en juin 2016, cette résiliation leur permet de trouver au plus vite une nouvelle destination.

### Wigan
Le 31 janvier 2017, il rejoint Wigan Athletic.

### En sélection de jeunes
Gabriel Obertan est retenu dans toutes les sélections de jeunes, et intègre naturellement les Espoirs. Malgré une saison compliquée et un bilan mitigé, le jeune homme est en effet sélectionné par Erick Mombaerts pour disputer le Tournoi de Toulon 2009. Les Bleuets atteignent la finale, et ne déméritent pas face au Chili malgré leur défaite 1-0 au terme d'une rencontre où Obertan est élu homme du match.
Obertan connaît au total onze sélections en équipe de France espoirs (un but), la dernière en novembre 2010 et la réception de la Russie en match amical.

## Style de jeu
Lors de ses années bordelaises, Gabriel Obertan démontre un potentiel certain avec notamment une qualité de dribble et une explosivité rares, mais toutefois inexploité à cause de son manque d'efficacité face au but et sa tendance à conserver le ballon au détriment de ses coéquipiers. Sous Laurent Blanc et Christian Gourcuff, les mots des entraîneurs pointent le même mal, son mental. « Il faudra qu'il passe un cap mental », dit de lui Gourcuff dans L'Équipe en 2009. Même son de cloche de Blanc dans les mêmes colonnes : « Il a le potentiel, mais il faut une remise en question psychologique et mentale pour qu'il puisse exprimer toute sa valeur ».
En deux phrases, Alex Ferguson se paye Gabriel Obertan dans sa autobiographie : « Gabriel Obertan filait à toute allure, mais, dans le dernier tiers du terrain, il s'emmêlait parfois les pinceaux. Il devait coordonner sa vitesse et son cerveau pour pouvoir porter l'estocade. ». 

## Statistiques
| Saison                | Club                      | Championnat           | Championnat | Championnat | Coupe(s) nationale(s) | Coupe(s) nationale(s) | Compétition(s) continentale(s) | Compétition(s) continentale(s) | Compétition(s) continentale(s) | Total | Total |
| Saison                | Club                      | Division              | M.          | B.          | M.                    | B.                    | Comp.                          | M.                             | B.                             | M.    | B.    |
| 2006-2007             | Girondins de Bordeaux     | Ligue 1               | 17          | 1           | 2                     | 0                     | C1+C3                          | 3+1                            | 0                              | 23    | 1     |
| 2007-2008             | Girondins de Bordeaux     | Ligue 1               | 26          | 2           | 4                     | 1                     | C3                             | 7                              | 0                              | 37    | 3     |
| 2008-2009             | Girondins de Bordeaux     | Ligue 1               | 11          | 0           | 3                     | 2                     | C1                             | 5                              | 0                              | 19    | 2     |
| Sous-total            | Sous-total                | Sous-total            | 54          | 3           | 9                     | 3                     | -                              | 16                             | 0                              | 79    | 6     |
| 2008-2009             | FC Lorient (prêt)         | Ligue 1               | 15          | 1           | 2                     | 1                     | -                              | -                              | -                              | 17    | 2     |
| 2009-2010             | Manchester United         | Premier League        | 7           | 0           | 3                     | 0                     | C1                             | 3                              | 0                              | 13    | 0     |
| 2010-2011             | Manchester United         | Premier League        | 7           | 0           | 5                     | 0                     | C1                             | 3                              | 1                              | 15    | 1     |
| Sous-total            | Sous-total                | Sous-total            | 14          | 0           | 8                     | 0                     | -                              | 6                              | 1                              | 28    | 1     |
| 2011-2012             | Newcastle United          | Premier League        | 23          | 1           | 3                     | 0                     | -                              | -                              | -                              | 26    | 1     |
| 2012-2013             | Newcastle United          | Premier League        | 14          | 0           | 2                     | 0                     | C3                             | 8                              | 1                              | 24    | 1     |
| 2013-2014             | Newcastle United          | Premier League        | 3           | 0           | 2                     | 0                     | -                              | -                              | -                              | 5     | 0     |
| 2014-2015             | Newcastle United          | Premier League        | 13          | 1           | 3                     | 0                     | -                              | -                              | -                              | 16    | 1     |
| 2015-2016             | Newcastle United          | Premier League        | 5           | 0           | 1                     | 0                     | -                              | -                              | -                              | 6     | 0     |
| Sous-total            | Sous-total                | Sous-total            | 58          | 2           | 11                    | 0                     | -                              | 8                              | 1                              | 77    | 3     |
| 2016-2017             | FK Anji Makhatchkala      | Premier-Liga          | 8           | 1           | 1                     | 0                     | -                              | -                              | -                              | 9     | 1     |
| 2016-2017             | Wigan Athletic            | Championship          | 12          | 1           | -                     | -                     | -                              | -                              | -                              | 12    | 1     |
| 2017-2018             | PFK Levski Sofia          | Prva Liga             | 31          | 4           | 5                     | 0                     | -                              | -                              | -                              | 36    | 4     |
| 2018-2019             | PFK Levski Sofia          | Prva Liga             | 20          | 1           | 1                     | 0                     | C3                             | 2                              | 0                              | 23    | 1     |
| Sous-total            | Sous-total                | Sous-total            | 51          | 5           | 6                     | 0                     | -                              | 2                              | 0                              | 59    | 5     |
| 2018-2019             | BB Erzurumspor            | Süper Lig             | 10          | 1           | 0                     | 0                     | -                              | -                              | -                              | 10    | 1     |
| 2019-2020             | BB Erzurumspor            | 1. Lig                | 30          | 3           | 2                     | 0                     | -                              | -                              | -                              | 32    | 3     |
| 2020-2021             | BB Erzurumspor            | Süper Lig             | 28          | 2           | 1                     | 2                     | -                              | -                              | -                              | 29    | 4     |
| Sous-total            | Sous-total                | Sous-total            | 68          | 6           | 3                     | 2                     | -                              | 0                              | 0                              | 71    | 8     |
| 2021                  | Independence de Charlotte | USLC                  | 15          | 5           | -                     | -                     | -                              | -                              | -                              | 15    | 5     |
| 2022                  | Independence de Charlotte | USL1                  | 16          | 4           | -                     | -                     | -                              | -                              | -                              | 16    | 4     |
| Sous-total            | Sous-total                | Sous-total            | 31          | 9           | -                     | -                     | -                              | -                              | -                              | 31    | 9     |
| Total sur la carrière | Total sur la carrière     | Total sur la carrière | 311         | 28          | 40                    | 6                     | -                              | 32                             | 2                              | 383   | 36    |

## Palmarès
Avec l'Équipe de France des moins de 16 ans de football, Gabriel Obertan remportant le Tournoi du Val de Marne en 2004. Il faut ensuite attendre son passage aux Girondins de Bordeaux pour le voir remporter de nouveaux trophées avec le Trophée des champions 2008 et le Championnat de France 2008-2009. En 2010, participant à plusieurs matchs, Obertan remporte le championnat d'Angleterre des réserves avec Manchester United.